# Villy-sur-Yères
Pour les articles homonymes, voir Villy et Yères (homonymie).
Villy-sur-Yères est une commune française, située dans le département de la Seine-Maritime en Normandie.

## Géographie
| Sept-Meules    | Le Mesnil-Réaume | Melleville |
|                | Villy-sur-Yères  | Grandcourt |
| Avesnes-en-Val | Fresnoy-Folny    |            |

La commune fait partie du Talou.

### Hydrographie
La commune est située dans le bassin Seine-Normandie. Elle est drainée par l'Yères, deux bras de l'Yères et  et un autre petit cours d'eau,.
L'Yères, d'une longueur de 40 km, prend sa source dans la commune d'Aubermesnil-aux-Érables et se jette  dans la Manche à Criel-sur-Mer, après avoir traversé 14 communes. 

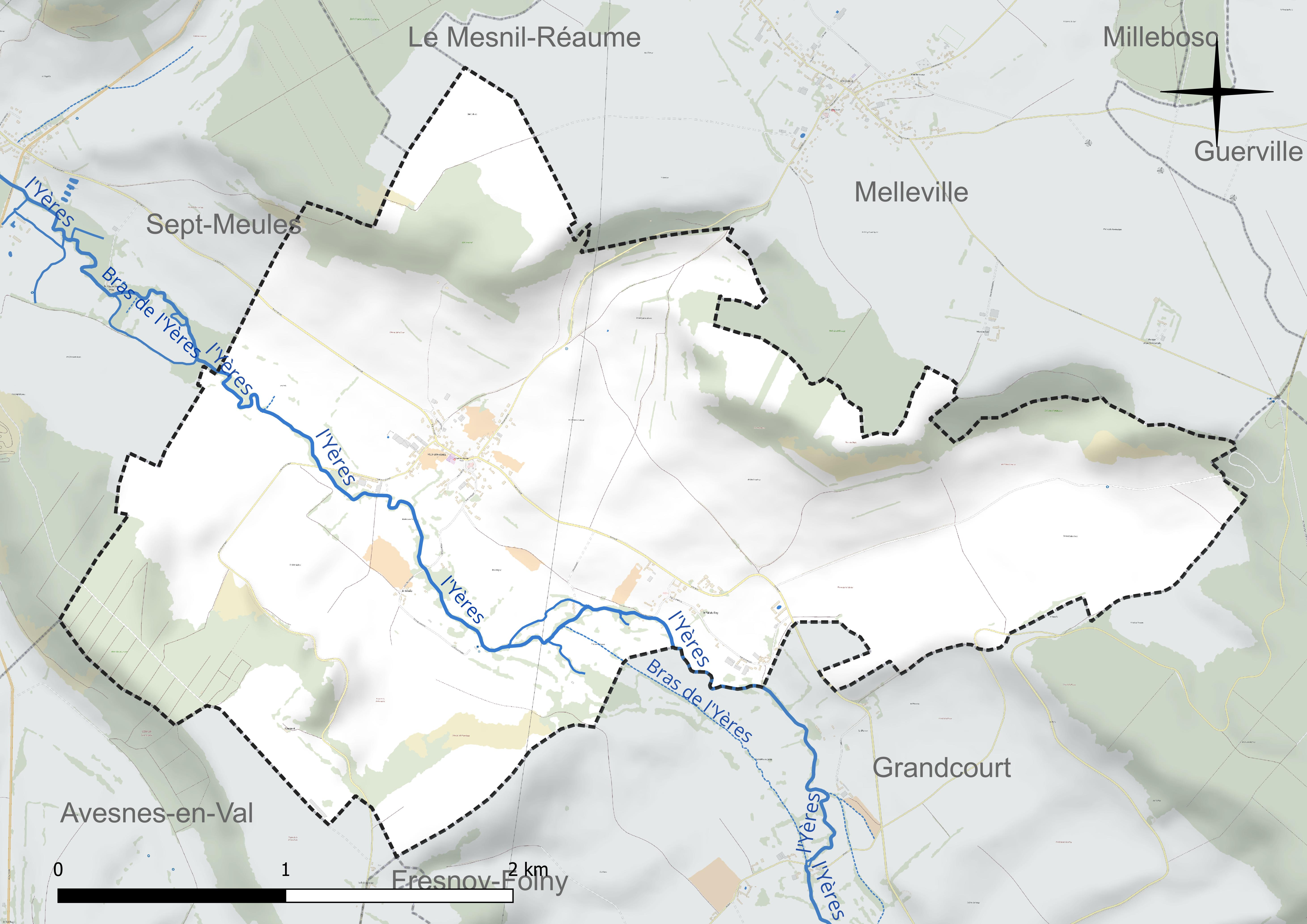
Réseau hydrographique de Villy-sur-Yères.

### Climat
Pour des articles plus généraux, voir Climat de la Normandie et Climat de la Seine-Maritime.
En 2010, le climat de la commune est de type climat océanique franc, selon une étude du CNRS s'appuyant sur une série de données couvrant la période 1971-2000. En 2020, Météo-France publie une typologie des climats de la France métropolitaine dans laquelle la commune est exposée à un climat océanique et est dans la région climatique  Côtes de la Manche orientale, caractérisée par un faible ensoleillement (1 550 h/an) ; forte humidité de l’air (plus de 20 h/jour avec humidité relative > 80 % en hiver), vents forts fréquents. Parallèlement le GIEC normand, un groupe régional d’experts sur le climat, différencie quant à lui, dans une étude de 2020, trois grands types de climats pour la région Normandie, nuancés à une échelle plus fine par les facteurs géographiques locaux. La commune est, selon ce zonage, exposée à un « climat maritime », correspondant au Pays de Caux, frais, humide et pluvieux, légèrement plus frais que dans le Cotentin.
Pour la période 1971-2000, la température annuelle moyenne est de 10,5 °C, avec une amplitude thermique annuelle de 13,6 °C. Le cumul annuel moyen de précipitations est de 913 mm, avec 13,4 jours de précipitations en janvier et 8,8 jours en juillet. Pour la période 1991-2020, la température moyenne annuelle observée sur la station météorologique la plus proche, située sur la commune d'Oisemont à 23 km à vol d'oiseau, est de 11,1 °C et le cumul annuel moyen de précipitations est de 801,4 mm,. Pour l'avenir, les paramètres climatiques de la commune estimés pour 2050 selon différents scénarios d’émission de gaz à effet de serre sont consultables sur un site dédié publié par Météo-France en novembre 2022.

## Urbanisme

### Typologie
Au 1er janvier 2024, Villy-sur-Yères est catégorisée commune rurale à habitat dispersé, selon la nouvelle grille communale de densité à sept niveaux définie par l'Insee en 2022.
Elle est située hors unité urbaine. Par ailleurs la commune fait partie de l'aire d'attraction d'Eu, dont elle est une commune de la couronne,. Cette aire, qui regroupe 26 communes, est catégorisée dans les aires de moins de 50 000 habitants,.

### Occupation des sols
L'occupation des sols de la commune, telle qu'elle ressort de la base de données européenne d’occupation biophysique des sols Corine Land Cover (CLC), est marquée par l'importance des territoires agricoles (85,2 % en 2018), une proportion sensiblement équivalente à celle de 1990 (84,4 %). La répartition détaillée en 2018 est la suivante : 
terres arables (57,5 %), prairies (27,7 %), forêts (11,8 %), zones urbanisées (3 %). L'évolution de l’occupation des sols de la commune et de ses infrastructures peut être observée sur les différentes représentations cartographiques du territoire : la carte de Cassini (XVIIIe siècle), la carte d'état-major (1820-1866) et les cartes ou photos aériennes de l'IGN pour la période actuelle (1950 à aujourd'hui).

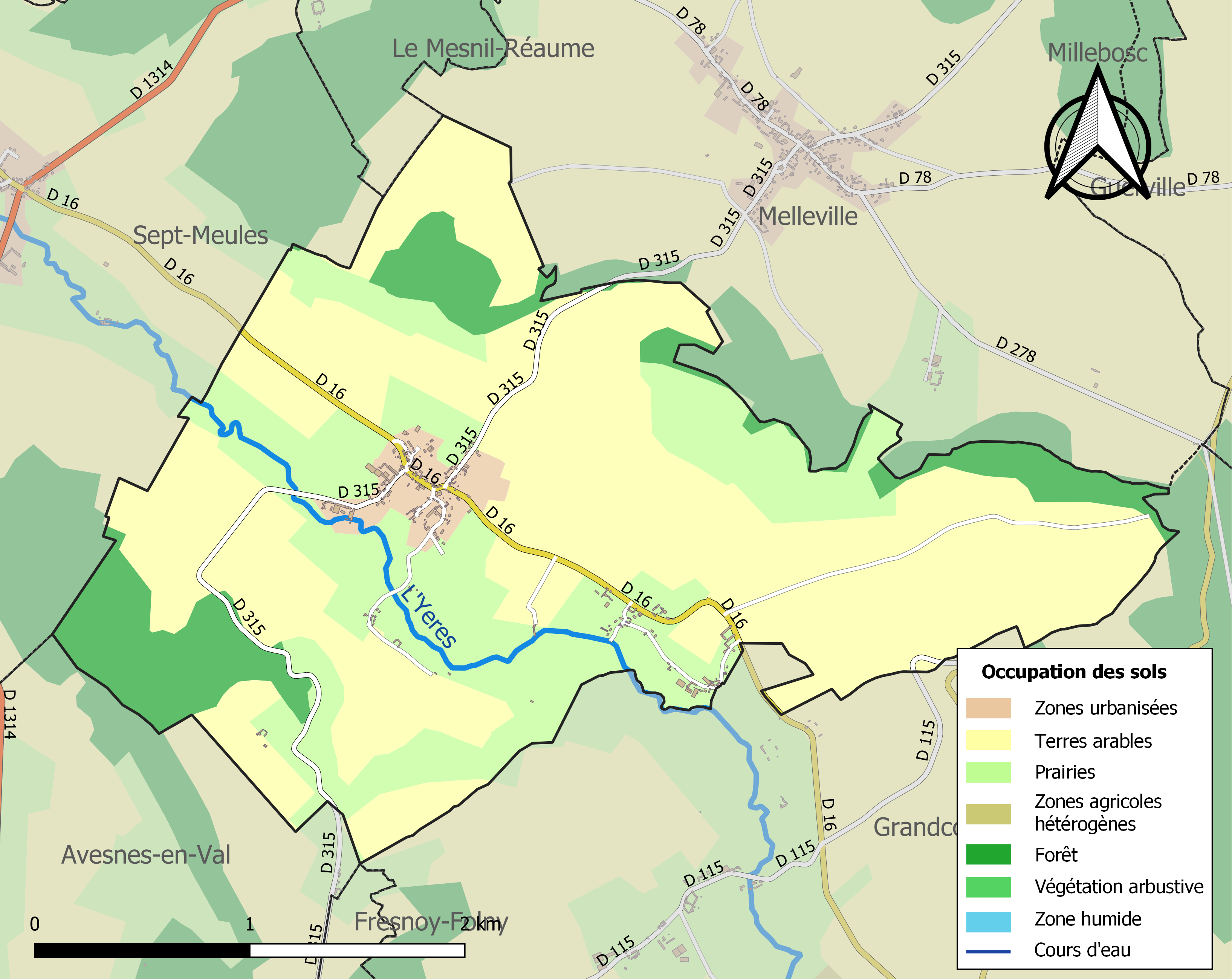
Carte des infrastructures et de l'occupation des sols de la commune en 2018 (CLC).

## Toponymie
Le nom de la localité est attesté sous les formes In Verleio 1059, 1145, 1149, 1060, 1185, 1139 et 1170 ; De Verli entre 1139 et 1170 ; Apud Verlei en  1151, Hayam de Verleio en 1152 ; Ecclesie Sancti Martini de Verli (sans date) ; Ad Verleium en 1206 ; Apud Verleium en 1207 ; Super haia de Verli en 1216 ; Ecclesia de Verleio vers 1240 ; Velly en 1337 ; A Velly en 1397, Veilly en 1400 ; Velli en 1431 ; paroisse de Villy en 1426 ; Velly en 1429, 1433 et 1460 ; Ecclesia de Villiaco en 1487 ; Ecclesia Sancti Martini de Villy en 1638 ; Saint Martin de Villy en 1569 ; Cotte Cotte entre  1664 et 1680 ; Caudecotte en 1660 ; Villy et Cottecotte en 1715 (Frémont) ; Villy et Caudecotte en 1757 (Cassini) (lors de la formation du département, la succursale de Caude-Cotte est constituée en commune et attribuée au canton d'Envermeu tandis que Villy est dans le canton de Criel) ; Villy-le-Haut et Villy-le-Bas en 1788 ; Caude Cote ou Villy-le-Haut 1877 (le nom de Villy-le-Haut se substitue à celui de Caudecote pour désigner la nouvelle commune) ; Villy-le-Bas en 1953 ; Villy-sur-Yères en 1998.
L'Yères est un fleuve côtier français de Seine-Maritime, dans la région Normandie, situé dans le Petit Caux, et qui se jette dans la Manche.

## Histoire
En 1822, la commune, alors nommée Villy-le-Bas, absorbe celle voisine de Val-du-Roy ; cette dernière avait porté provisoirement, au cours de la Révolution française, le nom de Le Val-Marat.
En 1998, la commune change son nom de Villy-le-Bas en Villy-sur-Yères.

## Politique et administration
| Période                                  | Période                    | Identité            | Étiquette | Qualité |
| ---------------------------------------- | -------------------------- | ------------------- | --------- | ------- |
| Les données manquantes sont à compléter. |                            |                     |           |         |
| 1835                                     |                            | Jean Louis Grémont  |           |         |
| Les données manquantes sont à compléter. |                            |                     |           |         |
| juin 1995                                | 2002                       | Jean Louis Klaes    |           |         |
| 2002                                     | mars 2008                  | Gaston Accoulon     | DVD       |         |
| mars 2008                                | mai 2020                   | Christiane Hallier  |           |         |
| mai 2020                                 | En cours (au 10 août 2020) | Christophe Guilbert |           |         |

## Démographie
L'évolution du nombre d'habitants est connue à travers les recensements de la population effectués dans la commune depuis 1793. Pour les communes de moins de 10 000 habitants, une enquête de recensement portant sur toute la population est réalisée tous les cinq ans, les populations de référence des années intermédiaires étant quant à elles estimées par interpolation ou extrapolation. Pour la commune, le premier recensement exhaustif entrant dans le cadre du nouveau dispositif a été réalisé en 2005.

En 2022, la commune comptait 217 habitants, en évolution de +10,71 % par rapport à 2016 (Seine-Maritime : +0,35 %, France hors Mayotte : +2,11 %).
| 1793 | 1800 | 1806 | 1821 | 1831 | 1836 | 1841 | 1846 | 1851 |
| ---- | ---- | ---- | ---- | ---- | ---- | ---- | ---- | ---- |
| 220  | 189  | 282  | 255  | 385  | 375  | 409  | 401  | 380  |

| 1856 | 1861 | 1866 | 1872 | 1876 | 1881 | 1886 | 1891 | 1896 |
| ---- | ---- | ---- | ---- | ---- | ---- | ---- | ---- | ---- |
| 399  | 413  | 407  | 372  | 358  | 375  | 355  | 313  | 287  |

| 1901 | 1906 | 1911 | 1921 | 1926 | 1931 | 1936 | 1946 | 1954 |
| ---- | ---- | ---- | ---- | ---- | ---- | ---- | ---- | ---- |
| 312  | 293  | 256  | 208  | 176  | 200  | 235  | 245  | 222  |

| 1962 | 1968 | 1975 | 1982 | 1990 | 1999 | 2005 | 2006 | 2010 |
| ---- | ---- | ---- | ---- | ---- | ---- | ---- | ---- | ---- |
| 209  | 200  | 184  | 180  | 174  | 138  | 172  | 173  | 196  |

| 2015 | 2020 | 2022 | - | - | - | - | - | - |
| ---- | ---- | ---- | - | - | - | - | - | - |
| 193  | 205  | 217  | - | - | - | - | - | - |

### Enseignement
Un regroupement couvre les communes de Monchy-sur-Eu, Baromesnil, Villy-sur-Yères, Sept-Meules, Cuverville-sur-Yères et Le Mesnil-Réaume. Il concerne 160 élèves pour l'année scolaire 2023-2024.

## Culture locale et patrimoine

### Lieux et monuments

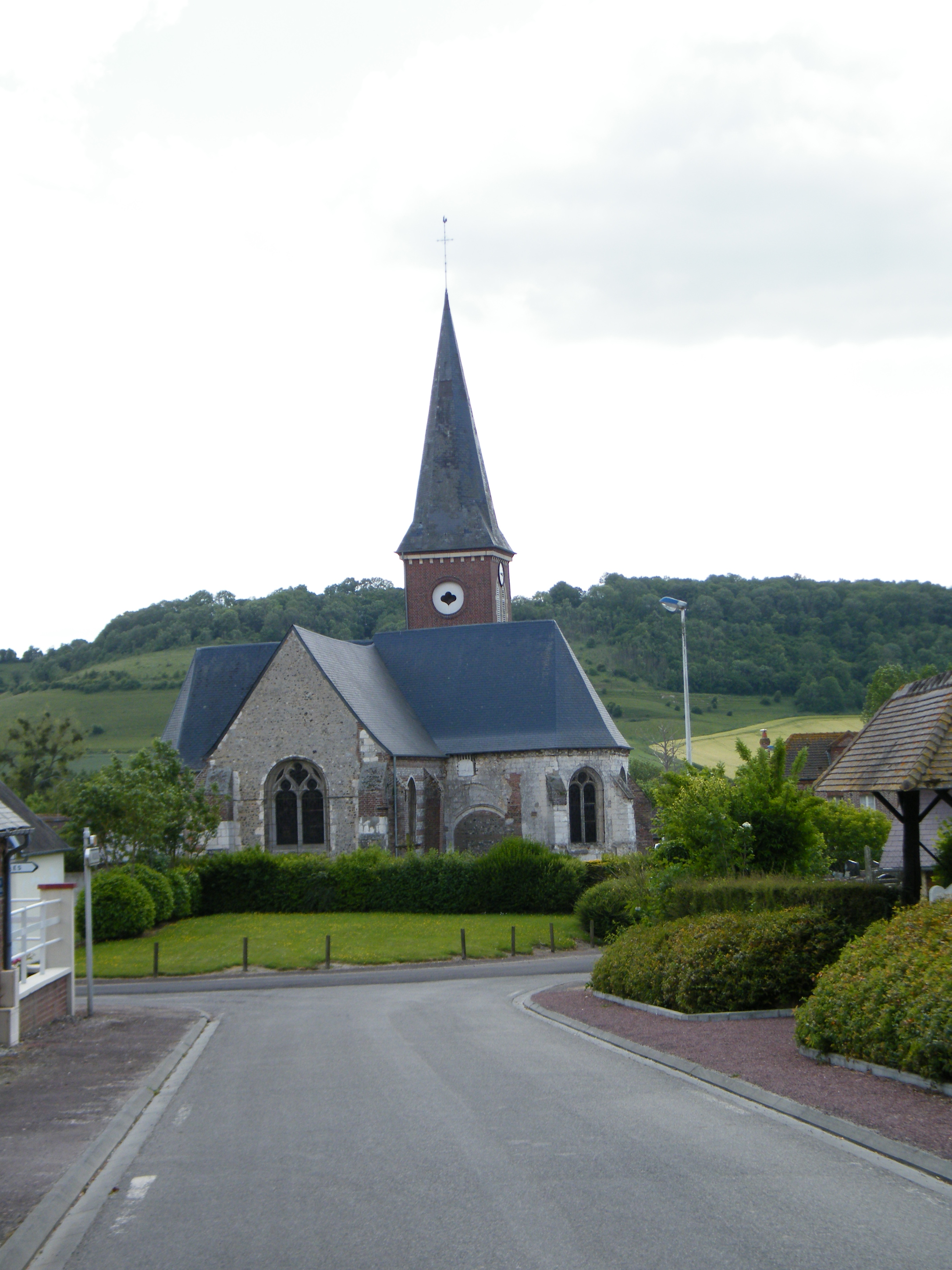
Saint-Martin.
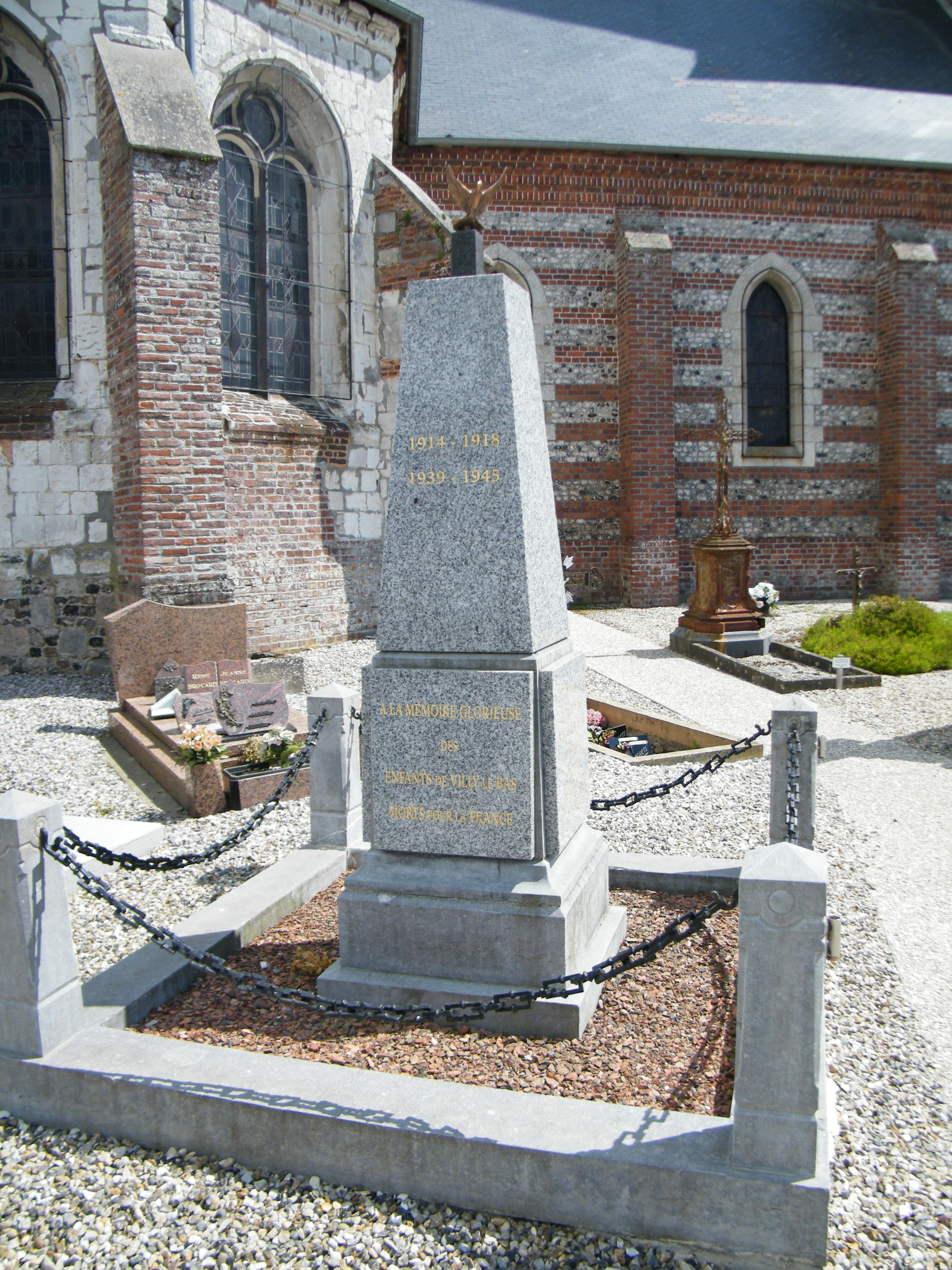
Monument aux morts de Villy.
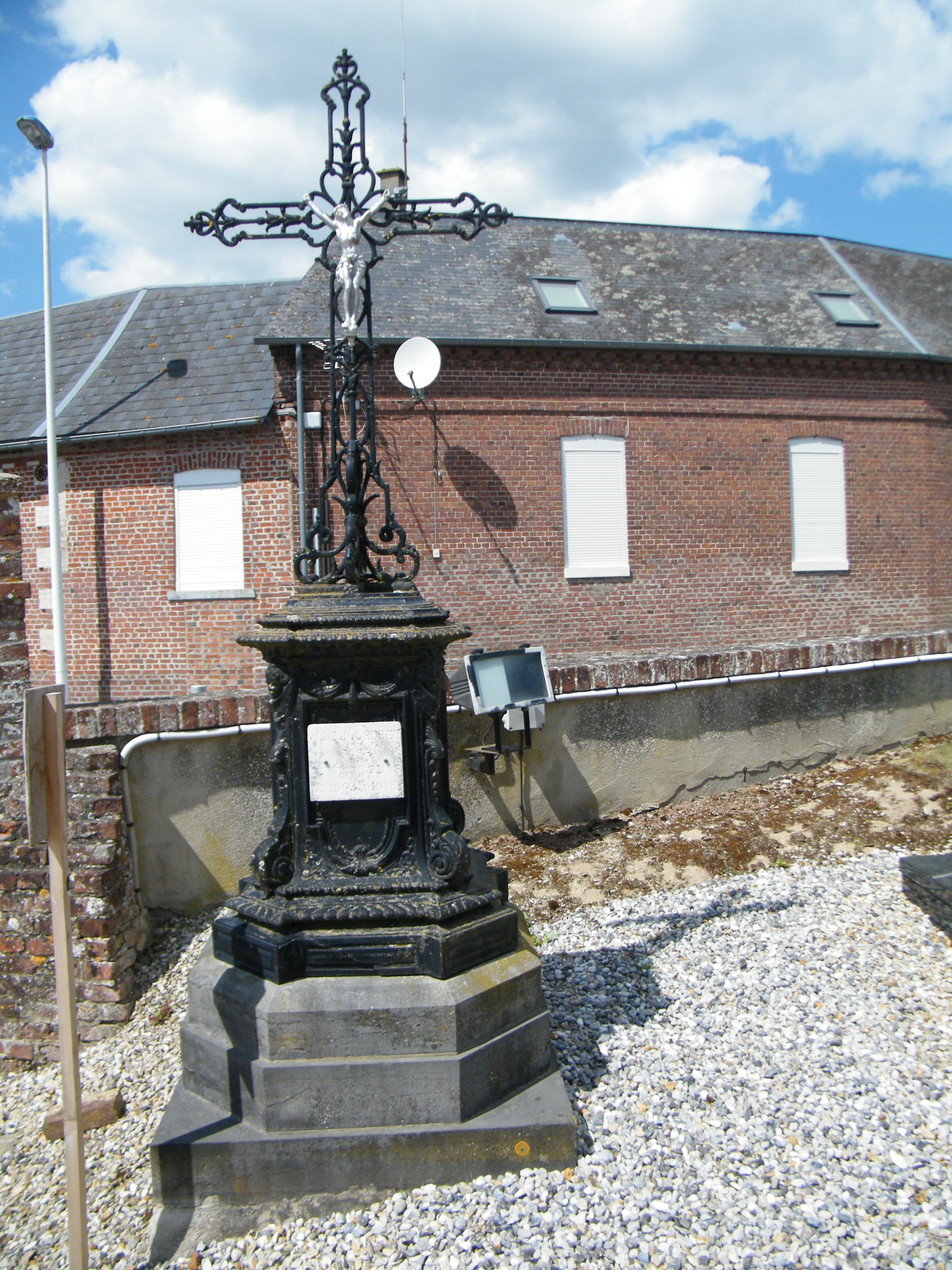
En souvenir d'un prêtre, dans le cimetière.

- Église Saint-Martin (Villy-le-Bas) ;
- Église Saint-Aquilin (Val-du-Roi).

En mai 2023, on fête les 500 ans de deux des cloches de l'église de Villy. Elles ont été sauvées pendant la Révolution, en 1793, grâce au culot de l'officier d'état-civil.

### Personnalités liées à la commune
- Le pilote français Henri Cissac est décédé à Villy-le-Bas au cours du grand prix de l'ACF le 7 juillet 1908 en pilotant une Panhard Levassor.[réf. nécessaire]

## Pour approfondir